# Богач, Александр Анатольевич
Александр Анатольевич Богач (укр. Олександр Анатолійович Богач; род. 26 февраля 1983, Кукушкино, Крымская область) — украинский футболист, защитник.

## Биография
Воспитанник УОР Симферополь. После завершения обучения, выступал за армянский «Титан». С 2001 года в «Таврии». В высшей лиге чемпионата Украины провёл три матча. Дебют — 22 сентября 2001 года в игре с «Металлистом» (1:4).
После «Таврии» играл в клубах первой и второй лиги: «ИгроСервис», «Полесье», «Александрия», «Олком», «Николаев», «Крымтеплица», «Десна».
С 2009 года выступал в основном в любительских клубах. В 2011 году у Владислава Мальцева в «Гвардейце» становился чемпионом Крыма. В 2012 году играл в николаевском «Торпедо». В начале 2013 года из-за омоложения состава николаевской команды, продолжил карьеру в команде «Таврия» (Новотроицкое).